# Kaiserslautern
Kaiserslautern (en allemand : /kaɪ̯zɐsˈlaʊ̯tɐn/,  ; parfois francisé Caseloutre) est une ville allemande et un district du Land de Rhénanie-Palatinat. C'est la ville la plus importante en superficie du Palatinat rhénan avec quelque 100 000 habitants.

## Toponymie

Blason de la ville, montrant le brochet.

Son nom provient du nom de la rivière qui traverse la ville, la Lauter (autrefois orthographié en lūtra en vieil haut-allemand depuis le IXe siècle). On adjoignit le terme Kaiser au nom de la ville, lorsqu'en 1152, le kaiser Frédéric Ier Barberousse y fit construire un château, qui devint ainsi résidence impériale.

Le brochet, qui apparaît sur les armes de la ville, était le plat favori de l'empereur.

## Histoire
| Appartenances historiques Palatinat du Rhin 1357-1797 République cisrhénane (Mont-Tonnerre) 1797-1802 République française (Mont-Tonnerre) 1802-1804 Empire français (Mont-Tonnerre) 1804-1813 Royaume de Bavière 1815-1918 Empire allemand 1871-1918 République de Weimar 1918-1933 Reich allemand 1933-1945 Allemagne occupée 1945-1949 Allemagne de l'Ouest 1949–1990 Allemagne 1990-présent |

Depuis le Néolithique, les environs de Kaiserslautern sont habités en permanence. Une colonie romaine est aussi documentée.
La ville est prise par le colonel Arthur Dillon en 1713.
La bataille de Kaiserslautern eut lieu du 28 au 30 novembre 1793, pendant la guerre de la Première Coalition. L'armée de Moselle, commandée par le général Lazare Hoche est vaincue par l'armée prussienne commandée par le duc de Brunswick.
À cause de sa destruction pendant la Seconde Guerre mondiale, dans la nuit du 28 septembre 1944, la ville n'a pas de centre historique et peu d'attractions touristiques.
On y trouve les ruines du château de Kaiserslautern, construit par Frédéric Barberousse au XIIe siècle. Face à ce château,e sur l'emplacement de l'actuelle église des Apôtres (de) se trouvait en 1348 une léproserie.
De 1945 à 1992, des unités des Forces Françaises en Allemagne y tenaient garnison. Le 5ème Régiment de cuirassiers ( ABC) y fut installé de 1962 à 1992. 

## Infrastructures
La ville de Kaiserslautern dispose de 3 cinémas, un théâtre, 2 conservatoires, 7 lycées ainsi qu'une université. Kaiserslautern est le chef-lieu de la collectivité territoriale palatine (de) (Bezirksverband Pfalz).

### Lycées
- Albert-Schweitzer-Gymnasium
- Burggymnasium
- Gymnasium am Rittersberg
- Heinrich-Heine-Gymnasium
- Hohen-Staufen-Gymnasium
- St. Franziskus Gymnasium und Realschule
- Technisches Gymnasium

### Lieux de culte
En outre, la ville accueillait une synagogue, détruite durant la nuit de Cristal en 1938.

## Personnalités
- La dynastie des peintres Roos est originaire de cette ville, le peintre le plus célèbre est Johann Heinrich Roos.
- Le nanotechnologiste Stefan Trellenkamp travaille pour l'université de Kaiserslautern
- Le chanteur d'origine allemande et hongroise, appelé Mark Zentai est aussi né dans cette ville, son premier album est "L'Amour, Sauve-moi" en hongrois : Ments meg szerelem, son second album est "Ce n’est pas assez" (Nem elég).
- Ludwig Maria Hugo (1871-1935), évêque de Mayence entre 1921 et 1935, adversaire résolu du nazisme, a été aumônier à partir 6 septembre 1900 à Kaiserslautern, Saint-Martin
- Fritz Walter (1920-2002) joueur emblématique de la jeune république d'Allemagne (RFA) et artisan de premier plan de la victoire de la coupe du monde 1954, en Suisse. La finale remportée contre la Hongrie (3-2) fut qualifiée de Miracle de Berne. Fritz Walter a joué toute sa carrière au FC Kaiserslautern (379 matchs pour 306 buts).
- La passeur de mémoire Erna de Vries est née à Kaiserslautern en 1923.
- Liliane Dahlmann (1956-), historienne, est née dans la ville.
- Le producteur et DJ Zedd a grandi dans cette ville

## Jumelages
La ville de Kaiserslautern est jumelée avec :
- Banja Luka (Bosnie-Herzégovine) depuis octobre 1969
- Brandebourg-sur-la-Havel (Allemagne) depuis 1988
- Bunkyō (Japon)
- Columbia (États-Unis) depuis 2000
- Davenport (États-Unis) depuis 1960
- Douzy (France) depuis 1967
- Guimarães (Portugal)
- Newham (Royaume-Uni)
- Pleven (Bulgarie) depuis 1999
- Silkeborg (Danemark) depuis septembre 2000
- Saint-Quentin (France) depuis 1967

Elle entretient également des liens coopératifs étroits avec :
- Bitola (Macédoine) (jumelage officiel avec Pleven)
- Igualada (Espagne) (jumelage officiel avec Guimarães)
- Rotherham (Royaume-Uni) (jumelage officiel avec Saint-Quentin)

## Sports
La ville a accueilli cinq matchs de la Coupe du monde de football de 2006 dans le Fritz-Walter-Stadion, rénové pour l'occasion.
Elle abrite le club de football 1. FC Kaiserslautern (1. FCK), champion d'Allemagne en 1951, 1953, 1991 et 1998 ; vainqueur de la Coupe d'Allemagne en 1990 et 1996 ; vainqueur de la Supercoupe d'Allemagne en 1991 et souvent présent en coupes d'Europe.

## Évènements
Du 21 au 25 mai 2010, Kaiserslautern a accueilli le congrès annuel franco-allemand d'espéranto.